# Никитин, Николай Васильевич (1907)
Никола́й Васи́льевич Ники́тин (15 декабря 1907, Тобольск, Российская империя — 3 марта 1973, Москва, СССР) — советский архитектор и учёный в области строительных конструкций. Член-корреспондент АСиА СССР. Доктор технических наук (1966). Заслуженный строитель РСФСР (1970). Лауреат ленинской и сталинской премий. Автор проекта Останкинской телебашни.

## Биография
Родился 15 декабря 1907 года в Тобольске. Отец, типографский инженер, был уволен со службы за участие в революции и работал судебным писарем. В 1911 году семья переехала в Ишим, где 4-летний Николай окончил приходское училище и первый класс мужской гимназии, а его мать в 1914 году открыла ателье фотографии. В 1919 году семья вместе с отступавшими колчаковскими войсками уехала в Новониколаевск. Когда Николаю было 17 лет, его укусила в ногу змея, дефект ноги остался у Никитина на всю жизнь.
В 1930 году с отличием окончил архитектурное отделение строительного факультета Томского технологического института (ныне Томский политехнический университет). Во время учёбы возглавлял студенческое конструкторское бюро, занимавшееся разработкой комплексной методики расчёта типовых конструкций из железобетона для Кузнецкого металлургического комбината. Научное руководство бюро осуществлял профессор Николай Иванович Молотилов. Одним из разделов методики был «Расчёт рамных конструкций на боковое смещение». Это были первые расчёты для высотных железобетонных конструкций.
По окончании института в 1930 году был назначен архитектором Новосибирского крайкомхоза. Его первым проектом стало четырёхэтажное здание общежития с оригинальным сборным железобетонным каркасом на монолитном фундаменте. Для его строительства Никитину пришлось организовать собственное производство железобетонных опор, балок и ферм. Это было первое в стране здание из сборного железобетона.
В начале — середине 1930-х годов работал в Новосибирске в группе, которую возглавлял архитектор Б. А. Гордеев, по проектам которого в Новосибирске построено много оригинальных в архитектурном отношении зданий в стиле конструктивизма. В 1930 году разработал дерево-гвоздевую большепролётную арочную конструкцию для спортивного клуба «Динамо». Дощато-фанерные арки пролётом 22,5 м вскоре были приведены во всех учебниках по деревянным конструкциям. Несмотря на огромные размеры, арки были настолько легки, что звено рабочих устанавливало их вручную. В 1930—1932 годах участвовал в проектировании зданий крайисполкома, жилых комплексов «Дом под часами», «Дом политкаторжан», «Динамо». В 1932 году спроектировал большепролётные железобетонные арочные перекрытия железнодорожного вокзала Новосибирск-Главный.
В 1932 году совместно с инженером Ю. В. Кондратюком, который, кроме строительной практики, занимался проблемами космонавтики и является одним из её основоположников, разработал проект ветроэлектростанции в Крыму. Станцию намечали построить на вершине горы Ай-Петри. На этом объекте Никитин впервые приступил к разработке ряда основополагающих теорий и расчётов конструкций для сооружений башенного типа, в том числе исследованию статического и динамического воздействия ветровой нагрузки на высотное гибкое сооружение. Были продуманы вопросы практического применения высоко армированных железобетонных конструкций, основных несущих элементов узлов, в том числе и основы их возведения в скользящей опалубке. Строительство ветроэлектростанции не было завершено, но теоретические и практические разработки были позже применены Никитиным при строительстве Останкинской телебашни. Также Никитин проектировал все 7 сталинских высоток.
С 1937 года жил и работал в Москве. В сентябре 1937 года был приглашен в проектную мастерскую по проектированию Дворца Советов, который предполагалось построить на месте взорванного храма Христа Спасителя. Внёс ряд усовершенствований в конструкцию фундаментов и каркаса Дворца Советов, а также во исполнение требования председателя Государственной экспертной комиссии академика Б. Г. Галеркина выполнил расчёт здания на динамическое действие ветровой нагрузки, для чего разработал новую специальную методику, которая весьма близка к методике, принятой в современных нормах.
С 1942 года работал в московском институте Промстройпроект, где разрабатывает конструкции для строительства в условиях военного времени. С 1944 года участвовал в ряде работ по созданию сборных железобетонных конструкций промышленных зданий.
В 1949—1952 годах участвовал в проектировании зданий МГУ на Ленинских горах. Вместе с группой конструкторов Н. В. Никитин предложил принципиально новые технические решения (коробчатый фундамент, гибкие колонны в первом наземном этаже здания, металлические колонны крестообразного сечения и многие другие др.), которые позволили построить в сложных грунтовых условиях высотное здание переменной высоты без температурных и осадочных швов.
В 1954—1958 годах работал в институте Моспроект. В 1957 году был назначен главным конструктором института и в том же году был выбран членом-корреспондентом АСиА СССР. В Моспроекте занимался вопросами гражданского строительства, и в 1957 году выступил с прогнозами дальнейшего развития массового жилищного строительства. Работу над новыми индустриальными типами массовых жилых домов продолжил в НИИ экспериментального проектирования Академии строительства и архитектуры СССР (НИИЭП, впоследствии ЦНИИЭП жилища), где он в 1958—1960 годах — главный конструктор и заместитель директора по научной работе.
С 1964 года — заместитель директора по научной работе и главный конструктор Центрального научно-исследовательского института экспериментального и типового проектирования зрелищных, спортивных и административных зданий и сооружений (ныне ЦНИИЭП имени Мезенцева), где продолжал активные поиски и исследования новых систем большепролётных покрытий.
Здание Московского университета, Дворец культуры и науки в Варшаве, Центральный стадион имени В. И. Ленина в Москве, Мемориал в Ульяновске, монумент «Родина-мать» в Волгограде — далеко не полный перечень работ Никитина, получивших признание и за пределами СССР.
Ещё в Моспроекте в 1958 году Никитин начал работу над проектом Останкинской телебашни, создание которой является большим вкладом в развитие мировой строительной техники и архитектуры. Доктор технических наук (1966).

### Смерть
Умер 3 марта 1973 года. Похоронен в Москве на Новодевичьем кладбище (участок № 7).

## Награды и звания
- Орден Трудового Красного Знамени (1958)[4]
- Орден «Знак Почёта» (1952)[4]
- Польский орден «Серебряный Крест» (1955) — за работу по проектированию Дворца культуры и науки в Варшаве[4]
- Заслуженный строитель РСФСР (1970)
- Ленинская премия (1970) — за проект Останкинской телевизионной башни.
- Сталинская премия третьей степени (1951)[4] — за разработку большепролётного шедового покрытия и способа его выведения.

### Памятник Н. В. Никитину в Ишиме
В Ишиме, где провел юные годы Николай Никитин, появился памятник знаменитому инженеру и конструктору. Создан он творческо-производственным объединением «Екатеринбургский художественный фонд» в 2011 году, авторы С. Титлинов, А. Медведев, С. Савин.
Авторы памятника С. В. Титлинов и А. Медведев были удостоены Золотой медали Российской академии художеств за создание скульптурных произведений в Ишиме.
Основой скульптурной композиции, выполненной из нержавеющей стали, стала Останкинская башня. Памятник установлен в городском сквере возле гостиницы «Ишим».
В 2024 году в Томском политехническом университете впервые прошёл Инженерный кубок имени Н. В. Никитина.

## Разработки конструкции фундаментов и несущих каркасов
- Башня Н. В. Никитина в Москве
- Главное здание МГУ
- Скульптура «Родина-мать зовёт!»

- Дворец Советов — (начат строиться в 1938 г. проектная высота здания — 420 м, до июля 1941 года был построен только фундамент и каркас подземной части здания, который был демонтирован в годы Великой Отечественной войны).
- Главное здание МГУ на Ленинских (Воробьёвых) горах — главное здание высотой 240 м на момент строительства было самым высоким зданием в Европе. Дата постройки 1949—1953 гг.
- Дворец культуры и науки (Варшава) — высотное здание в Варшаве, Польша.
- Центральный стадион в Лужниках. Дата постройки: 1956 г.
- Монумент «Родина-мать зовёт!» в Волгограде — памятник высотой 85 м. Архитектор Евгений Вучетич, инженер-конструктор Н. В. Никитин. Дата постройки 1959—1967 гг.
- Телевизионная башня в Останкино — строительство длилось с 1960 по 1967 год. Высота башни — 540 м.
- В 1966—1967 годах Никитин совместно с В. И. Травушем разработал проект стальной сетчатой башни-оболочки высотой 4 км[7]. Проект был выполнен по заказу японской компании (владелец Мицусиба). В начале XXI века японцы вновь рассматривали идею строительства 4-километровой башни в проекте X-Seed 4000.

## Проекты и постройки Н. В. Никитина в филателии
- 1937 год: Дворец Советов (неосуществленный проект). Арх. Б. Иофан, В. Щуко, В. Гельфрейх, инж. В. Насонов, Н. Никитин (фундаменты и динамический расчёт здания на ветровые нагрузки) (ЦФА № 549)
- 1950 год: Главное здание МГУ. 1949—1953, арх. Б. Иофан, Л. Руднев (руководитель), С. Чернышёв, П. Абросимов и А. Хряков, инж. В. Насонов, Н. Никитин (фундаменты и несущий каркас) (ЦФА № 1838)
- 1955 год: Дворец культуры и науки в Варшаве. 1952—1955, арх. Л. Руднев и др., инж. В. Насонов, Н. Никитин (фундаменты и несущий каркас) (ЦФА № 1809)
- 1960 год: Большая спортивная арена в Лужниках 1955—1956, арх. А. Власов, И. Рожин, А. Хряков, Н. Уллас, инж. В. Насонов, Н. Никитин (ЦФА № 2045)
- 1971 год: Ленинский мемориал в Ульяновске. Арх. Б. Мезенцев, М. Константинов и Г. Исакович, гл. констр. — Н. Никитин (ЦФА № 3996)
- 1973 год: Монумент «Родина-мать» героям Сталинградской битвы. 1963—1967, скульптор Е. Вучетич, арх. Я. Белопольский, гл. констр. — Н. Никитин (ЦФА № 4212)
- 1969 год: Останкинская телебашня. 1967, арх. Л. Баталов, М. Шкуд, Л. Щипакин; инж. Б. Злобин, Д. Бурдин, гл. констр. — Н. Никитин (ЦФА № 3841)